# Jezioro Jelenie
Jezioro Jelenie – jezioro na Pojezierzu Ińskim, położone w gminie Drawsko Pomorskie, w powiecie drawskim, w województwie zachodniopomorskim.

## Opis
Powierzchnia zbiornika wynosi 60,0 ha. Lustro wody Jeziora Jeleniego znajduje się na wysokości 98,1 m n.p.m.. Akwen jest otoczony lasem i znajduje się zlewni rzeki Regi. Około 0,7 km na wschód od jeziora biegnie droga wojewódzka nr 175.